# Emil Neuburger

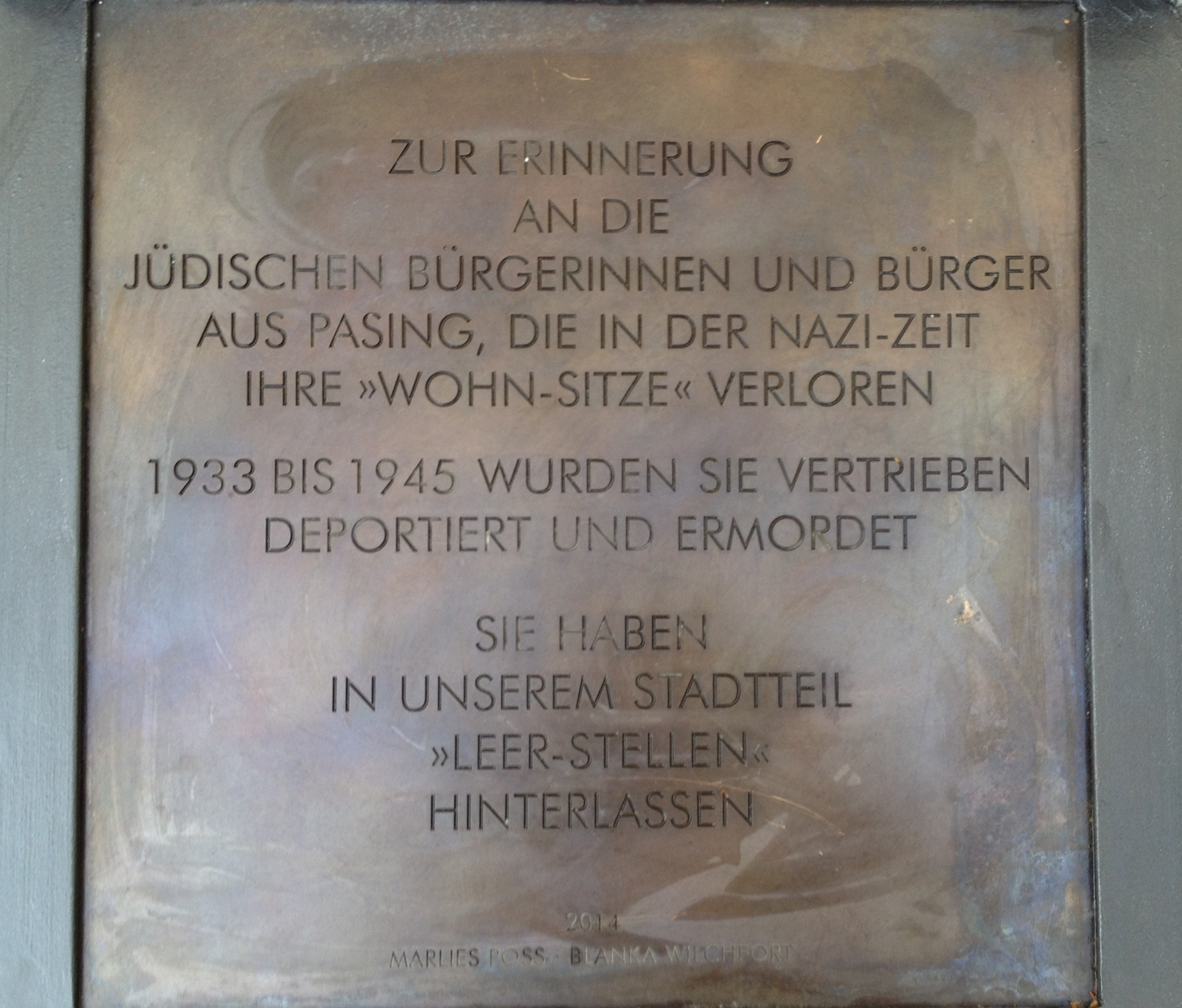
Zur Erinnerung an die jüdischen Bürgerinnen und Bürger aus Pasing.

Emil Neuburger (* 24. Mai 1870 in Buchau am Federsee; verstorben 14. Juni 1938 in Pasing) war ein deutscher Politiker und Kaufhaus-Pionier.  Dem Einsatz der Mitglieder der Geschichtswerkstatt Jüdisches Leben in Pasing ist es zu verdanken, dass er wie viele weitere Pasinger Juden nicht in Vergessenheit geriet.
Neuburger war neben Hans Nimmerfall Hauptvertreter der SPD in Pasing. Sein politischer Einsatz für Einkommensschwache und sein baugenossenschaftliches Engagement stehen beispielhaft für die Anfangsjahre der SPD Bayern. Seine Firma wurde arisiert, seine Familie vom NS-Regime verfolgt.

## Leben
Neuburger wurde als Sohn des Buchauer Pferdehändlers Michael Neuburger und dessen Ehefrau Sara, geb. Weil, geboren. Nachdem er in  Ravensburg gelebt hatte, kam er 1886 im Alter von 16 Jahren nach München. Nach einem Jahr in Schwäbisch Hall lebte er ab 1901 in Pasing. Neuburger heiratete 1873 Ricka Guggenheim aus Tiengen. Sechs Wochen nach der Geburt der Tochter Karoline verstarb Ricka Neuburger. Nach der Eheschließung mit Emilie Bernheimer, Tochter des Stuttgarter Kaufmanns Leopold Bernheimer, wurde 1908 Sohn Michael geboren, der 19-jährig nach New York auswanderte. Nach langer schwerer Krankheit verstarb Neuburger am 14. Juni 1938 in Pasing, kurz vor der mit seiner Frau geplanten Emigration nach Amerika. Karoline, Emilie und Sophie Neuburger gelang die Emigration in die USA.

## Politiker
Von 1909 bis 1914 war Neuburger SPD-Mandatsträger im Gemeindekollegium, 1914 bis 1919 Magistratsrat und 1919 gewählter Vertreter im Arbeiterrat der Münchner Räterepublik.

## Unternehmer
Neuburger gründete 1901 vis a vis des Pasinger Bahnhofs sein Pasinger Kaufhaus, das er spätestens ab 1904 in Teilhaberschaft mit seinem jüngeren Bruder Isidor führte. In den Jahren als Witwer (1903–05) eröffnete er drei weitere Kaufhäuser (Planegger Strasse 7, Türkenstrasse 71 und Thalkirchner Strasse 47). Ab 1911 übernahm Bruder Isidor Neuburger (1873–1924) mit seiner Ehefrau Sophie, geb. Tannhäuser aus Buchau, die Führung der Münchner Filialen. 1931 gab Neuburger sein Ladengeschäft in Pasing auf und eröffnete im selben Haus eine Verkaufsstelle in seiner Privatwohnung im ersten Stock. Das Kaufhaus in der Türkenstraße gelangte als Folge der „Arisierung“ 1938 in andere Hände.

## Einsatz für das Gemeinwohl
Neuburger war 1914 stellvertretendes Mitglied des Aufsichtsrats der „Baugenossenschaft Pasing für Kleinwohnungsbau“ mit dem Ziel der Linderung der herrschenden Wohnungsnot. Von den Hausbesitzern und den Konservativen stark bekämpft, konnte dennoch 1914 mit dem Bau des ersten Gebäudes begonnen werden. Er übernahm die Organisation des Projekts „Städtische Schuhhilfe“.

## Ehrung
Mit der Ausstellung Ins Licht gerückt. Jüdische Lebenswege im Münchner Westen 2008 in der Pasinger Fabrik und dem Buch wurde und wird dem von den Pasingern vergessenen Politiker und seiner Familie gedacht. Bisher konnte in keinem Archiv (SPD, Stadt München, Pasinger Archiv) ein Foto ihm zugeordnet werden. Aufgrund des Einsatzes der Geschichtswerkstatt ist heute eine Münchner Straße nach ihm benannt, die Emil-Neuburger-Straße in Pasing.